# توشیرو مایوزومی
توشیرو مایوزومی (انگلیسی: Toshiro Mayuzumi; ۲۰ فوریهٔ ۱۹۲۹ – ۱۰ آوریل ۱۹۹۷) آهنگساز اهل ژاپن بود.